# 蝙蝠女孩
是DC漫画蝙蝠侠中的角色。
需注意的是，蝙蝠女孩（英語：Batgirl）与不是同一个角色。

## 歷代蝙蝠女孩

### 贝蒂·凯恩（Bette Kane）
在美國漫畫黃金時代，羅賓引入了一個女性角色，作為對他的摯愛。貝蒂·凱恩（Betty Kane）飾演的“蝙蝠女孩”（Bat-Girl）是蝙蝠女俠的侄女和羅賓的同伴。然而，在1964年，編輯朱利葉斯·施瓦茲（Julius Schwartz）說明，鑑於銷量下降，應該刪除蝙蝠俠和蝙蝠家族中的其他角色，並將蝙蝠俠的神話恢復其最初的英勇警惕觀念。在《無限地球危機》的故事情節中，貝蒂·凱恩（Betty Kane）被重新定位為不存在。
瑪麗·伊麗莎白（Mary Elizabeth）的《貝特·凱恩（Bette）》凱恩是黃金時代貝蒂·凱恩（Betty Kane）角色的重製版。在《無限地球危機》的故事情節中，她原來的角色被重新定位，因此出現了分歧，她的蝙蝠女郎角色加入了《泰坦》的西海岸版本，但隨後消失了。角色被重新引入為貝特·凱恩（Bette Kane）和火焰鳥的別名。在無限危機之後，暗示蝙蝠女孩的角色過去是其一部分的過去。但是，該參考文獻包含了該角色的改版原產地，它可能是也可能不是當前的貝特·凱恩。

### 芭芭拉·高登（Barbara Gordon）
高譚市警長詹姆斯·高登的养女（後改為親生女兒），是一位功夫天才兼高材生。
被小丑袭击导致脊髓受伤引退。現在以新的称号「神谕（Oracle）」、通过操控複数的超级电脑帮助蝙蝠侠。和迪克·格雷森（第一代羅賓-夜翼）相爱。新52连载中通过神经芯片恢复了行走能力，重新成为蝙蝠女孩。

### 卡珊德拉·该隐（Cassandra Cain）
蝙蝠俠的敵人——刺客聯盟最頂尖的兩名殺手西瓦女士和大衛·該隱的女兒，自幼被父親大衛帶走，並打算將她訓練成最完美的殺人機器。從結果來講極為成功，可以光憑肉體能力就能閃躲子彈，也打敗過武術高強的母親西瓦女士，就連蝙蝠俠也沒有信心能憑武術將她打敗。
代價是幾乎沒有語言和讀寫能力，在蝙蝠俠和芭芭拉的教導下才慢慢可以開口說話，但不怎麼流利。
把芭芭拉當成母親或姊姊來看待，也把蝙蝠俠布魯斯當成父親，在受到兩人認可後成為新任蝙蝠女孩。布魯斯更將她收為養女。
可是之後發生了蝙蝠俠之死事件，感覺心靈失去支柱的她於是選擇引退到香港定居。

### 史蒂芬妮·布朗（Stephanie Brown）
她是正史線中唯一一個女性羅賓，也是提姆·德雷克（第三代羅賓-紅羅賓）的女友，曾有過其他的超級英雄身分－掠奪者(Spoiler)。
她在提姆一次的離職後自願擔任羅賓的工作。曾經一度在一次與黑幫的衝突事件後被認為死亡，但其實是被與蝙蝠俠一家有交情的醫生為了保護她而偽造了死亡證明，並且瞞過所有人，包括蝙蝠俠和羅賓們。
後擔任蝙蝠女孩。在新52連載中，其過去的歷史被抹去。
於《Batman Eternal》系列中以掠奪者(Spoiler)身分重新登場。

### 海伦娜·伯廷莉（Helena Bertinelli）
幼年时家人被黑手党派的杀手杀害，后来成为了复仇的女战士女猎手（Huntress）。
在美国隔離政策实行，歌谭市与本土被分隔开的时期（无主之地，英文是No Man's Land）以蝙蝠女孩的名义维护和平，但与黑手党战斗时造成了人员伤亡，被此事激怒的蝙蝠侠便将她解雇。
現在以女猎手的身份，加入了神諭建立的猛禽小队(Birds of Prey)。

## 其他媒體

### 影院電影
- 1997年《蝙蝠侠与罗宾》，由艾莉西亞·席薇史東飾演。:以芭芭拉·高登身份改編成阿福的親戚芭芭拉·威爾森，無意間進入阿福管理蝙蝠俠和羅賓裝備與武器的房間，進而化身蝙蝠女孩與蝙蝠俠和羅賓並肩作戰。
- 《蝙蝠女孩》，由萊斯里·葛莉絲主演，2022年8月，华纳宣布取消发行。

### 動畫連續劇
- 《蝙蝠俠動畫系列》（1992）
- 《蝙蝠俠新冒险》（1997）
- 《未來蝙蝠俠》（2000）
- 《新蝙蝠俠》（2004-2008）
- （2010）
- 2011年《少年正義聯盟》：第一季Bette Kane及芭芭拉·高登是羅賓的高譚學院同學，Bette被指派擔任Artemis Crock的聯絡員。在“Misplaced”中，Bette與同學Barbara Gordon / Batgirl一起照顧幼兒。第二季芭芭拉·高登加入小隊，第三季因受傷成為了神諭（Oracle）協助夜翼。
- 2013年《少年悍將 GO！》
- 2013年《当心蝙蝠侠》

### 動畫電影
- 《未来蝙蝠侠：小丑归来》（2000）
- 《蝙蝠侠：神秘的蝙蝠女侠》（2003）
- 《蝙蝠侠：红头罩之下》（2010）
- 《蝙蝠俠：勢不兩立》（2016）
- 《蝙蝠俠：致命玩笑》（2016）
- 《樂高蝙蝠俠電影》（2017）

### 遊戲
《蝙蝠侠：阿卡姆》系列游戏
- 《蝙蝠侠：阿卡姆疯人院》（2009）
- 《蝙蝠俠：阿卡姆之城》（2011）
- 《蝙蝠侠：阿卡姆之城禁闭》（2011）
- 《蝙蝠侠：阿卡姆起源》（2013）
- 《蝙蝠侠：阿卡姆起源黑门》（2013）
- 2015年《蝙蝠侠：阿卡姆骑士》：芭芭拉·高登與提姆·德雷克（第三代羅賓）相愛，故事最後結婚。
- 《蝙蝠侠：阿卡姆地下世界》（2015）
- 《蝙蝠侠: 阿卡姆超人》（2016）
- 《蝙蝠侠: 阿卡姆之愛情》（2015）